# 집으로 간다
집으로 간다(일본어: 家路 いえじ[*])는 2014년에 개봉한 일본의 드라마 영화이다.

## 출연

### 주연
- 마츠야마 켄이치
- 다나카 유코
- 안도 사쿠라
- 야마나카 타카시